# لویی گرسیه
لویی گرسیه (فرانسوی: Louis Gressier‎; ۱۲ مهٔ ۱۸۹۷ – ۱۴ ژانویهٔ ۱۹۵۹) قایقران روئینگ اهل فرانسه بود.